# Växjö IBK
Växjö IBK (někdy označován jako Växjö Vipers nebo Vipers) je švédský florbalový klub. Aktuálně hraje ve Švédské Superlize. 